# Tanusia versicolor
Tanusia versicolor är en insektsart som beskrevs av Vignon 1923. Tanusia versicolor ingår i släktet Tanusia och familjen vårtbitare. Inga underarter finns listade i Catalogue of Life.